# Denver Spurs
I Denver Spurs  sono stati una squadra di hockey su ghiaccio della Western Hockey League con sede nella città di Denver, nello stato del Colorado. Nati nel 1968 si sono trasferiti nella Central Hockey League nella stagione 1974-75, mentre l'anno successivo hanno partecipato alla World Hockey Association. Si sciolsero definitivamente nel 1976 e disputarono i loro incontri casalinghi presso la McNichols Sports Arena.

## Storia
La squadra fu fondata nel 1968 e prese parte alla Western Hockey League, lega professionistica minore che riuscirono a vincere nella stagione 1971-1972 sconfiggendo nella finale della Lester Patrick Cup i Portland Buckaroos. Nel 1974 la WHL si sciolse e alcune delle squadre sopravvissute si trasferirono nella Central Hockey League.
Nel giugno del 1974 il proprietario della squadra Ivan Mullenix raggiunse un accordo preliminare con la NHL per portare una franchigia a Denver dalla stagione 1976-1977. Essendo già stata inaugurata la McNichols Sports Arena cercò di anticipare i tempi entrando un anno prima provando a rilevare i California Golden Seals, a quell'epoca controllati direttamente dalla lega. L'espansione della NHL per la stagione 1976-77 fu cancellata e per questo motivo Mullenix decise di iscrivere la sua squadra alla World Hockey Association.
Gli Spurs presero il via della stagione 1975-76 dopo aver ingaggiato molti degli atleti provenienti dai Chicago Cougars, formazione che si era sciolta quell'estate, insieme ad alcuni giocatori rimasti dopo l'esperienza in CHL. Dopo anni di trattative gli spettatori di Denver si aspettavano una franchigia della NHL e non ritenevano la WHA una lega alla sua altezza. La squadra già debole a livello di rosa attirò pochissimi spettatori, solo una media di 3.000 spettatori in un impianto capace di 16.800 posti a sedere.
Col passare dei mesi aumentarono le voci di un trasferimento dei Seals o dei Kansas City Scouts per la stagione successiva. Sapendo di non poter reggere la con una squadra NHL verso dicembre Mullenix iniziò le trattative per vendere la squadra a un gruppo di imprenditori di Ottawa. All'improvviso senza alcuna comunicazione il 2 gennaio 1976 gli Spurs si trasferirono a Ottawa. La squadra allora in trasferta a Cincinnati scoprì l'avvenimento quando prima della gara fu trasmesso l'inno canadese O Canada. Gli Ottawa Civics tuttavia in assenza di acquirenti scomparvero dopo sole due settimane.
Nell'estate del 1976 nacquero i Colorado Rockies, tuttavia essi durarono solo per sei stagioni. L'hockey professionistico sarebbe ritornato solo nel 1995 con l'arrivo dei Colorado Avalanche.

### Affiliazioni
Nel corso della loro storia i Denver Spurs sono stati affiliati alle seguenti franchigie della National Hockey League:
- Los Angeles Kings: (1968-1971)
- St. Louis Blues: (1971-1975)

## Record stagione per stagione
| Stagione           | Division | Gare | V  | S  | P  | Punti | GF  | GS  | Piazzamento | Play-off                                                                 |
| ------------------ | -------- | ---- | -- | -- | -- | ----- | --- | --- | ----------- | ------------------------------------------------------------------------ |
| Denver Spurs (WHL) |          |      |    |    |    |       |     |     |             |                                                                          |
| 1968-69            | WHL      | 72   | 23 | 44 | 7  | 53    | 254 | 308 | 6°          |                                                                          |
| 1969-70            | WHL      | 72   | 24 | 37 | 11 | 59    | 250 | 316 | 6°          |                                                                          |
| 1970-71            | WHL      | 72   | 25 | 31 | 16 | 66    | 242 | 253 | 4°          | perde semifinali (Phoenix) 1-4                                           |
| 1971-72            | WHL      | 72   | 44 | 20 | 8  | 96    | 293 | 209 | 1°          | vince semifinali (San Diego) 4-0 vince Lester Patrick Cup (Portland) 4-1 |
| 1972-73            | WHL      | 72   | 27 | 32 | 13 | 67    | 264 | 275 | 4°          | perde 1º turno (Salt Lake) 1-4                                           |
| 1973-74            | WHL      | 78   | 28 | 50 | 0  | 56    | 249 | 335 | 6°          |                                                                          |
| Denver Spurs (CHL) |          |      |    |    |    |       |     |     |             |                                                                          |
| 1974-75            | Northern | 78   | 36 | 29 | 13 | 85    | 285 | 263 | 2°          | perde 1º turno (Omaha) 0-2                                               |
| Denver Spurs (WHA) |          |      |    |    |    |       |     |     |             |                                                                          |
| 1975-76            | Canadian | 41   | 14 | 26 | 1  | 29    | 134 | 172 | -           | squadra sciolta                                                          |

## Record della franchigia

### Singola stagione
Gol: 41  Gary Veneruzzo (1971-72)
Assist: 63  Fran Huck (1971-72)
Punti: 92  Fran Huck (1971-72)
Minuti di penalità: 301  Bob Gassoff (1973-74)

### Carriera
Gol: 94  Wilf Martin
Assist: 120  Larry Mavety
Punti: 200  Wilf Martin
Minuti di penalità: 360  Larry Mavety
Partite giocate: 248  Bob McCord

## Palmarès

### Premi di squadra
- Lester Patrick Cup: 1

1971-1972